# Martim Silveira
Martim Mércio da Silveira (Bagé, 2 marzo 1911 – Rio de Janeiro, 16 agosto 1972) è stato un calciatore brasiliano.

## Carriera
Martim Silveira giocò in diverse squadre brasiliane e trascorse anche due anni in Argentina, nel Boca Juniors dove vinse il campionato nazionale. Con la Nazionale brasiliana partecipò alla Coppa Rimet 1934 e 1938.

## Palmarès

### Club
- Campionato Carioca: 4

Botafogo: 1930, 1932, 1934, 1935

### Nazionale
- Copa Rio Branco: 1

1932